# Dmitri Rozhdéstvenski
Dmitri Serguéevich Rozhdéstvenski (en ruso: Дмитрий Сергеевич Рождественский) (San Petersburgo, 7 de abril jul/19 de abril de 1876 - Leningrado, 25 de junio de 1940), fue un físico y profesor universitario ruso, que intervino decisivamente en el desarrollo de la industria óptica en la URSS.

## Semblanza
Roschdestwenski era uno de los seis hijos del profesor de historia y director de las escuelas primarias de la Provincia de San Petersburgo, Sergei Roschdestwenski. Al igual que sus hermanos, recibió una buena educación primaria en su propio domicilio, aprendiendo el inglés, el español y el francés. Tras la muerte de su padre, gracias a la pensión y a los derechos de reimpresión de los libros de texto que había escrito, todos sus hijos pudieron recibir educación superior. En 1894, Roschdestwenski concluyó la escuela secundaria siendo distinguido con una medalla de plata. A continuación inició sus estudios de física en la Universidad de San Petersburgo, graduándose en 1900 y permaneciendo en la universidad para optar a un puesto de profesor. En 1901, fue investigador visitante con Otto Wiener en la Universidad de Leipzig, y en 1903 amplió estudios con Paul Drude en la Universidad de Giessen.
A su regreso en 1903, pasó a trabajar en el Instituto de Física de la Universidad de San Petersburgo. En 1908 se casó con la historiadora Olga Dobiasch. Examinó espectroscópicamente la anómala dispersión de la Luz de los vapores metálicos, en particular en el caso del sodio, utilizando una modificación del interferómetro de Jamin. Publicó sus resultados en la revista de la Sociedad Rusa Fisicoquímica en 1909, siendo galardonado con el Premio F. F. Petruschewski por sus trabajos. En 1912 graduó con un teabajo sobre el mismo tema, recibiendo en 1912 un segundo premio, el Pequeño Lomonosov. Como profesor impartió cursos sobre los principales problemas de la óptica y del electromagnetismo. En 1915 se doctoró con una tesis sobre las Correlaciones Simples en los Espectros de los Metales Alcalinos. Sus resultados fueron confirmados por Arnold Sommerfeld. En el mismo año fue nombrado Director del Instituto de Física, accediendo al cargo de profesor en 1916. También en 1916 pasó a presidir la Sociedad Rusa de Fisicoquímica. Entre sus estudiantes destacados figuraron A. A. Lebedev, J. F. Gross, I. W. Obreimow, W. K. Prokófiev, A. N. Terenin y S. E. Frisch.
Después del Comienzo de la Primera Guerra Mundial,  el Ejército Ruso sufrió enseguida la falta de dispositivos ópticos, debido a la interrupción de las importaciones procedentes de Alemania y a la carencia de la correspondiente industria en Rusia. Por lo tanto, se encargó solucionar este problema a un grupo de científicos integrado por Roschdestwenski junto con I. W. Grebenschtschikow, A. I. Tudorowski y más tarde, G. G. Sljusarew, J. G. Jachontow, N. N. Kachalova, A. A. Lebedev y I. W. Obreimow. Se instalaron en la Fábrica de Porcelana Imperial de San Petersburgo, pero la producción de vidrio óptico finalizó con el estancamiento económico que siguió a la Revolución de Octubre. Por iniciativa de Roschdestwenski se fundó en 1918 el Instituto Óptico (GOI) en Petrogrado, pasando a ser su director científico. Entre sus principales miembros figuraron A. N. Terenin, V. A. Fock, J. F. Gross, S. E. Frisch, A. A. Gerschun, A. N. Sacharjewski, W. K. Prokófiev y L. V. Shúbnikov.
En 1919 pasó a formar parte de la recién creada Comisión para el Estudio de las Estructuras de los Átomos y de sus Espectros, a la que bajo su presidencia pertenecieron A. F. Joffe, O. D. Chwolson, W. R. Bursian, J. A. Krutkow, A. N. Krylov, A. I. Tudorowski, A. A. Friedmann, J. D. Tamarkin y J. G. Jachontow.
Además, organizó la producción de vidrios ópticos y fundó en 1919 el Departamento de Física en la Facultad de Física-matemática de la Universidad de San Petersburgo,  y reformó los planes para el estudio de la física en la URSS. En 1921 fue nombrado miembro de la Sociedad Rusa Mineralógica, y en 1922 fundó la Sociedad Óptica Rusa. A partir de 1924 se dedicó también al desarrollo de la óptica y de la mecánica industriales.
En 1925 fue nombrado miembro correspondiente de la Academia de Ciencias de la URSS y miembro honorario de la Oficina de Pesos y Medidas, radicada en Leningrado. En 1928 también resultó elegido miembro honorario de la Sociedad de Investigación sobre la Naturaleza, la Astronomía y laEtnografía, y en 1929 se convirtió en miembro de pleno derecho de la Academia de Ciencias de la URSS.
En 1932 renunció a su cargo como director del GOI, impulsando previamente a S. I. Wawilow como su sucesor. Hasta 1938 dirigió el departamento de espectroscopia del GOI, pasando a continuación a ser consejero del laboratorio de microscopía del GOI. Al mismo tiempo, dirigió el laboratorio de espectroscopia del Instituto de Física de la Universidad de Leningrado.
La pérdida de su esposa en 1939 fue un duro golpe para Rozhdestvensky. Tras arreglar sus asuntos y preparar sus últimas voluntades, se suicidó en 1940 con un rifle de pequeño calibre.

## Reconocimientos
- El Gobierno de la India instaló en 1968 una placa conmemorativa de Rozhdestvensky, y en 1976 le dedicó un busto.
- En 1969 el Consejo de Ministros de la Unión Soviética instituyó el premio Rozhdestvensky para trabajos en el campo de la óptica.
- El cráter lunar Rozhdestvenskiy lleva este nombre en su memoria.[8]
- El asteroide (5360) Rozhdestvenskij también conmemora su nombre.[9]
- En 1990 la Sociedad Óptica de Rusia añadió el nombre de Roschdestwenskis a su denominación oficial.
- En 1995 Academia de Ciencias de Rusia instituyó el premio Rozhdestvensky para la óptica.